# Ana Tramel. El juego
Ana Tramel. El juego es una serie de televisión española original de Televisión Española basada en la novela de Roberto Santiago «Ana». El elenco de la serie está conformado por Maribel Verdú, Natalia Verbeke, Israel Elejalde, Luis Bermejo, Unax Ugalde y María Zabala. La serie está dirigida por Salvador García Ruiz y Gracia Querejeta.

## Sinopsis
La sinopsis oficial de la serie según sus directores es: «Ana Tramel es una brillante abogada penalista que vive sus horas más bajas. Una llamada de su hermano Alejandro, al que hace años que no ve, le hace ponerse de nuevo en marcha: ha sido acusado de asesinar al director del casino Gran Castilla. Rodeada de un pequeño equipo de confianza, se tendrá que enfrentar a una enorme corporación de la industria del juego».

## Reparto

### Principales
- Maribel Verdú como Ana Tramel Hidalgo
- Natalia Verbeke como Concha Andújar
- Israel Elejalde como Santiago Moncada
- Luis Bermejo como Eme
- Unax Ugalde como Alejandro Tramel Hidalgo
- María Zabala como Sofía Delgado

### Secundarios
- Yulia Demoss como Helena Vasilieva
- Bruno Sevilla como Gerardo
- Pepa Pedroche como Ronda
- José Juan Rodríguez
- Ekai Tabar como Martín Tramel
- Víctor Clavijo como Gabriel Brandariz
- Biel Montoro como Andrés Admira
- Juanma Cifuentes como Friman
- Elvira Mínguez como Laura Resano
- Tomás del Estal como Emiliano Santonja
- Carlos Olalla como Bernardo Menéndez Pons
- Nancho Novo como Ginés Iglesias
- Manu Hernández como Juez

con la colaboración especial de
- Pau Durà como Felipe Rivas
- Joaquín Climent como Jordi Barver
- Ismael Martínez como Ramiro
- Joaquín Notario como Ignacio Cimadevilla

### Episódicos
- Julio Vélez como Aarón Freire
- Stephanie Gil como Jimena
- Alejandra Howard como Ana niña
- Beka Lemonjava como Sebastián Vasilev

## Temporadas y audiencias
| Temporada | Temporada | Cadena | Episodios | Emisión Original         | Emisión Original      | Audiencia media | Audiencia media | Audiencia media   |
| Temporada | Temporada | Cadena | Episodios | Primera Emisión          | Última Emisión        | Espectadores    | Cuota           | Lineal + diferido |
| --------- | --------- | ------ | --------- | ------------------------ | --------------------- | --------------- | --------------- | ----------------- |
|           | 1         | La 1   | 6         | 21 de septiembre de 2021 | 19 de octubre de 2021 | 884.000         | 7,2%            | 1.148.000         |

## Capítulos
| N.º | Título        | Dirigido por         | Escrito por                      | Fecha de estreno en La 1 | Fecha de preestreno en RTVE Play | Audiencia en La 1 |
| --- | ------------- | -------------------- | -------------------------------- | ------------------------ | -------------------------------- | ----------------- |
| 1   | «La apuesta»  | Salvador García Ruíz | Roberto Santiago                 | 21 de septiembre de 2021 | 21 de septiembre de 2021         | 1 259 000 (9,3%)  |
| 2   | «La demanda»  | Salvador García Ruíz | Ángela Armero                    | 21 de septiembre de 2021 | 21 de septiembre de 2021         | 887 000 (9,5%)    |
| 3   | «Fantasmas»   | Gracia Querejeta     | Roberto Santiago y Ángela Armero | 28 de septiembre de 2021 | 21 de septiembre de 2021         | 797 000 (6,2%)    |
| 4   | «La traición» | Gracia Querejeta     | Roberto Santiago y Ángela Armero | 5 de octubre de 2021     | 21 de septiembre de 2021         | 808 000 (6,2%)    |
| 5   | «La sangre»   | Salvador García Ruiz | Roberto Santiago y Ángela Armero | 12 de octubre de 2021    | 21 de septiembre de 2021         | 780 000 (6,0%)    |
| 6   | «El lobo»     | Salvador García Ruíz | Roberto Santiago y Ángela Armero | 19 de octubre de 2021    | 21 de septiembre de 2021         | 771 000 (5,9%)    |